# Coptotrophis parallelus
Coptotrophis parallelus är en skalbaggsart som först beskrevs av Lewis 1888.  Coptotrophis parallelus ingår i släktet Coptotrophis och familjen stumpbaggar. Inga underarter finns listade i Catalogue of Life.